# Herrarnas poänglopp i bancykling vid olympiska sommarspelen 1996
Herrarnas poänglopp i bancykling vid olympiska sommarspelen 1996 ägde rum den 28 juli 1996 i Atlanta.

## Medaljörer
| Event               | Guld                    | Silver             | Brons                |
| Herrarnas poänglopp | Silvio Martinello (ITA) | Brian Walton (CAN) | Stuart O'Grady (AUS) |

## Resultat
| Placering | Namn                      | Poäng |
| --------- | ------------------------- | ----- |
|           | Silvio Martinello (ITA)   | 37    |
|           | Brian Walton (CAN)        | 29    |
|           | Stuart O'Grady (AUS)      | 25    |
| 4         | Vasyl Yakovlev (UKR)      | 24    |
| 4         | Francis Moreau (FRA)      | 21    |
| 6         | Juan Llaneras (ESP)       | 17    |
| 7         | Cho Ho-Sung (KOR)         | 6     |
| 8         | Glenn McLeay (NZL)        | 14    |
| 9         | Guido Fulst (GER)         | 8     |
| 10        | Sergey Lavrenenko (KAZ)   | 7     |
| 11        | Milton Wynants (URU)      | 6     |
| 12        | Franz Stocher (AUT)       | 5     |
| 13        | Remigijus Lupeikis (LTU)  | 4     |
| 14        | Pavel Khamidulin (RUS)    | 4     |
| 15        | Masahiro Yasuhara (JPN)   | 2     |
| 16        | Yevgeny Vakker (KGZ)      | 1     |
| 17        | Bruno Risi (SUI)          | 8     |
| 18        | Jan Bo Petersen (DEN)     | 7     |
| 19        | Brian McDonough (USA)     | 5     |
| 20        | Sergio Godoy (GUA)        | 0     |
| 21        | Peter Pieters (NED)       | 0     |
| 22        | Declan Lonergan (IRL)     | 0     |
| 23        | Juan Curuchet (ARG)       | 0     |
| 24        | Etienne De Wilde (BEL)    | 0     |
| –         | David Harold George (RSA) | DNF   |
| –         | Juan Merheb (PUR)         | DNF   |
| –         | Marlon Pérez (COL)        | DNF   |
| –         | Marco Zaragoza (MEX)      | DNF   |